# Allylové komplexy přechodných kovů

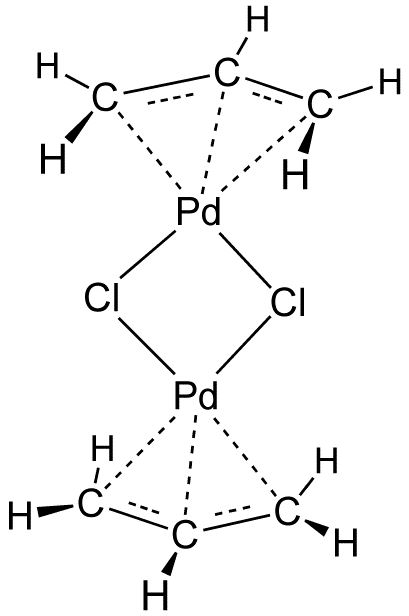
Struktura dimeru chloridu allylpalladnatého

Allylové komplexy přechodných kovů jsou komplexní sloučeniny, ve kterých se vyskytují ligandy tvořené allylovými skupinami či jejich deriváty. Allyl je radikál se vzorcem CH2CHCH2, ligand se však obvykle zobrazuje jako allylový anion CH2=CH−CH −
2 , obvykle popisovaný dvěma ekvivalentními rezonančními strukturami.

## Příklady komplexů a jejich příprava
Allylové ligandy jsou v organokovové chemii. Nejčastěji jsou na kovy navázané přes všechna tři uhlíková centra, tedy vazbami typu η3.
Příkladem homoleptického allylového komplexu je Ir(η3-allyl)3.
Častější jsou komplexy, které kromě allylových obsahují i jiné ligandy, sem patří například (η3-allyl)Mn(CO)4 a cyklopentadienylallylpalladium (CpPd(allyl)).
Allylové komplexy se často připravují oxidačními adicemi allylhalogenidů na komplexy kovů v nízkých oxidačních číslech. Takto se získává (allyl)2Ni2Cl2:
2 Ni(CO)4 + 2 ClCH2CH=CH2 →  Ni2(μ-Cl)2(η3-C3H5)2 + 8 CO
Podobně lze provést oxidačně adiční reakci allylbromidu s nonakarbonylem diželeza.
Dalšími možnými způsoby jsou adice nukleofilů na η4-dienové komplexy a odštěpení hydridu z komplexů alkenů. Allylové ligandy lze také získat podvojnými záměnami z allylGrignardových činidel a allyllithných sloučenin.

## Chelatující bis(allyl)ové komplexy

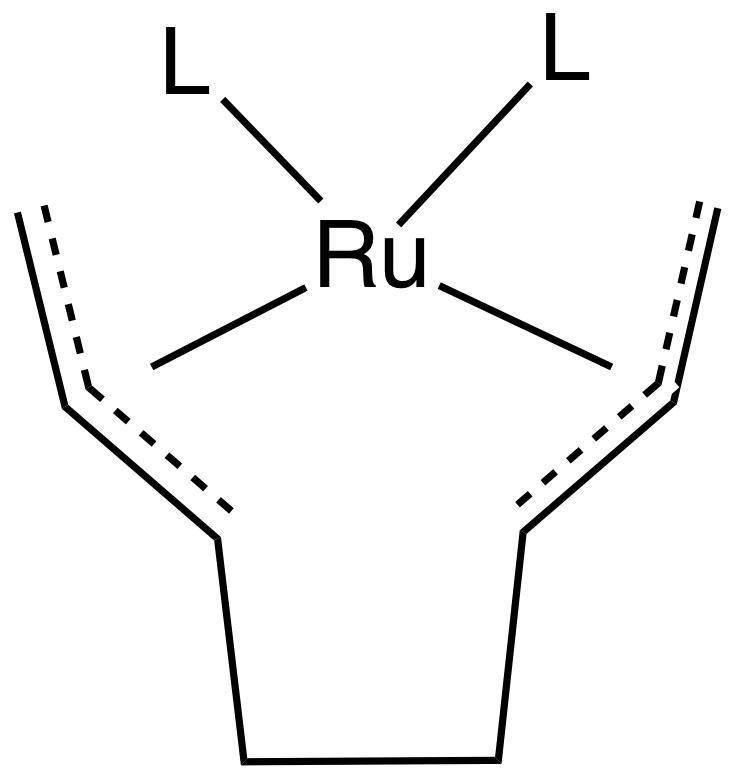
Obecný strukturní vzorec chelatujícího bis(allyl)ového komplexu ruthenia (L = alken nebo fosfin)

1,3-dieny, jako jsou butadien-1,3-dien a isopren, za přítomnosti některých kovů vytváří dimery, ze kterých se stávají chelatující bis(allyl)ové komplexy. Tyto komplexy se mohou také vytvořit otevíráním kruhu divinylcyklobutanu. Chelatující bis(allyl)ové komplexy jsou meziprodukty při dimerizacích butadienu katalyzovaných kovy (produkty jsou vinylcyklohexen a cyklookta-1,5-dien.

## Sigma-allylové komplexy
Jsou také známy komplexy obsahující η1-allylové ligandy (ligandy typu X). Příkladem je mimo jiné CpFe(CO)2(η1-C3H5), ve kterém je pouze methylenová skupina navázána na Fe centrum. Podobně jako u mnoha dalších η1-allylových komplexů je monohapticita allylových ligandů vynucena pravidlem 18 elektronů, takže CpFe(CO)2(η1-C3H5) je 18elektronový komplex, zatímco η3-allylový ligand by z komplexu udělal 20elektronový a pravidlo 18 elektronů by bylo porušeno. Tyto komplexy se mohou změnit na η3-allylové disociací nebo nahrazením ligandu neutrálním dvouelektronovým. U CpFe(CO)2(η1-C3H5) disociace L = CO probíhá fotochemicky:
CpFe(CO)2(η1-C3H5) → CpFe(CO)(η3-C3H5) + CO

## Benzylové komplexy

Struktura tetrabenzylzirkonia; atomy vodíku nejsou pro názornost zobrazeny.

Benzylové a allylové ligandy mají často podobné chemické vlastnosti. Benzylové mají často vazby typu η1 nebo η3. Přeměny mezi η1- a η3-allylovými ligand probíhají takto:
CpFe(CO)2(η1-CH2Ph) → CpFe(CO)(η3-CH2Ph) + CO
U všech těchto typů je benzylový uhlík navázán na kov poněkud silněji, což naznačují délky vazeb M-C, které se u η3 komplexů liší o asi 20 pm.
Rentgenovou krystalografií bylo zjištěno, že benzylové ligandy v molekulách tetrabenzylzirkonia jsou značně proměnlivé. Jeden polymorf má čtyři η2-benzylové ligandy, zatímco jiný obsahuje dva η1- a dva η2-benzyly.

## Použití
Často používaným allylovým komplexem je dimer chloridu allylpalladnatého. Allylové ligandy jsou schopné nukleofilních adicí, které se dají využít v organické syntéze.